# Martin Flood
Martin Flood (sinh ngày 4 tháng 7 năm 1964) là một nhà phân tích cho ngân hàng Westpac, thí sinh người Úc. Ông đã tham gia các gameshow Who Wants to Be a Millionaire? phiên bản Úc, The Master và mang về những phần thưởng lớn. Đặc biệt, trong chương trình Who Wants to Be a Millionaire? phiên bản Úc, ông là người thứ hai vượt qua câu 15 và mang về 1 triệu đô la Úc.
Với tham vọng trở thành người chiến thắng các gameshow trên, ông đã nghiên cứu kiến thức tổng quát kỹ lưỡng trong 5 năm trước khi tham gia, thu thập thông tin và phân tích các số phát sóng trước trước của các gameshow.
Ông hiện đang sống ở New South Wales, Úc.

## Tham gia các gameshow

### Who Wants to Be a Millionaire?
Flood là người thứ hai vượt qua câu 15 của Who Wants to Be a Millionaire? phiên bản Úc, sau Rob "Coach" Fulton. Ông đã giành được giải thưởng vào ngày 14 tháng 11 năm 2005. Câu hỏi mà người dẫn chương trình đưa ra cho ông là "Ai chưa bao giờ được nhận giải thưởng Nhân vật của năm của tạp chí Time?". Ông có 4 phương án là A - Adolf Hitler, B - Ayatollah Khomeini, C - Joseph Stalin hoặc D - Mao Trạch Đông. Ông dùng quyền trợ giúp cuối cùng là 50/50 trước khi đưa ra câu trả lời cuối cùng là phương án D - Mao Trạch Đông.
Sự xuất hiện của ông trên Who Wants to Be a Millionaire? đã nảy sinh ra một số tranh cãi, vì nó đã bị hủy hoại bởi những ý kiến cho rằng ông có thể đã lừa dối khán giả. Chương trình đã đưa ra một cuộc điều tra sau những khiếu nại từ khán giả bị cảm trong đám đông trong trường quay ghi hình hòm đó. Chương trình A Current Afair của Nine Network tập trung vào một khoảnh khắc khi một thành viên khán giả bị cảm như Flood đã đề cập đến một câu trả lời (tạo liên kết đến thí sinh người Anh bị kết tội Charles Ingram) và đề xuất rằng Flood đang hành xử thất thường. Flood không biết về đề xuất này cho đến sau khi ghi âm số phát sóng thứ hai mà ông xuất hiện, đã được công khai xóa bởi mạng lưới của các hành vi sai trái.
Flood là người cuối cùng vượt qua câu 15 của Who Wants to Be a Millionaire? phiên bản Úc. Sáu thí sinh tiếp theo, sau đó xuất hiện trên Millionaire Hot Seat, dù đã cố gắng để thành công như ông, và tất cả sáu không thành công (gần đây nhất là Kevin Short vào năm 2013). Cho đến năm 2016, Edwin Daly, một thí sinh 67 tuổi từ Nam Úc, đã trả lời đúng câu hỏi thứ 15 và là người thứ ba vượt qua câu 15 sau gần 11 năm.

### The Master
Flood cũng từng là thí sinh của chương trình đố vui của Úc The Master. phát sóng trên Seven Network vào ngày 16 tháng 8 năm 2006 nhưng đã bị hủy sau tập đầu tiên. Trong The Master, Flood cạnh tranh với các thí sinh khác để ngăn chặn những nỗ lực của họ và giành được một giải thưởng trị giá 1 triệu AUD. Chương trình đã được đưa trở lại vào tháng 12 cùng năm (sau khi kết thúc giai đoạn xếp hạng) với sáu tập còn lại được phát sóng vào tối thứ Hai lúc 19 giờ 30 phút (khi gameshow The Weakest Link đã ngừng phát sóng từ năm 2001 đến đầu năm 2002).

### Australia's Brainiest Quizmaster
Flood cũng là thí sinh gameshow Australia's Brainiest Quizmaster nhưng đã không vượt qua vòng hai. Số phát sóng có ông tham gia được phát sóng vào ngày 19 tháng 2 năm 2006.